# Boston & Amesbury Manufacturing Company
Boston & Amesbury Manufacturing Company war ein US-amerikanischer Hersteller von Automobilen.

## Unternehmensgeschichte
H. A. Spiller hatte bei Pringst-Spiller Power & Auto Company und Spiller Motor Carriage Company bereits Erfahrungen im Automobilbau gesammelt. Im Sommer 1902 gründete er das Unternehmen in Amesbury in Massachusetts. In dem Jahr begann die Produktion von Automobilen. Der Markenname lautete Boston & Amesbury. Im November 1902 war ein Fahrzeug auf der Mechanics Fair in Boston ausgestellt. Während der Ausstellung wurden 15 Bestellungen aufgenommen und ein Fahrzeug sofort an eine Person mit Körperbehinderung verkauft. Die Pläne für 1903 beliefen sich auf 200 Fahrzeuge. 1903 endete die Produktion. Eine Quelle vermutet Unterfinanzierung als Grund für den Untergang.

## Fahrzeuge
Im Angebot standen zwei Modelle mit Zweizylindermotor. Das schwächere hatte einen Motor mit 8 PS Leistung. Die offene Karosserie hatte zwei Sitze plus zwei vordere Klappsitze. Das Fahrzeug wog etwa 816 kg. Unüblich war die Linkslenkung.
Das stärkere Modell hatte einen 16-PS-Motor, eine viersitzige Karosserie und wog etwa 1089 kg. Eine Quelle gibt an, dass dieses Modell zwar gelistet war, aber unklar ist, ob ein solches Fahrzeug tatsächlich gefertigt wurde.